# بیگ مشین رکوردز
بیگ مَشین ریکوردز (انگلیسی: Big Machine Records) شرکت ناشر موسیقی آمریکایی است که در سال ۲۰۰۵ توسط سکات بورچتا تاجر آمریکایی تأسیس شد. این شرکت در نشویل واقع شده و یکی از هنرمندان سرشناس این شرکت تیلور سوئیفت بود.